# Diospyros cachimboensis
Diospyros cachimboensis är en tvåhjärtbladig växtart som beskrevs av João Murça Pires och Paulo Bezerra Cavalcante. Diospyros cachimboensis ingår i släktet Diospyros och familjen Ebenaceae. Inga underarter finns listade i Catalogue of Life.